# Atisha
Ne doit pas être confondu avec Dipankara.
Atisha aussi appelé Atisha Dipankara Shrigyana (en bengali অতীশ দীপঙ্কর শ্রীজ্ঞান Ôtish Dipôngkor Srigên) né en 982 au Bengale (dans l'actuelle Bikrampur (en) au Bengladesh) et décédé en 1054 dans ce qui est l'actuel Canton de Nyêtang (en), au Tibet, était un célèbre moine, érudit bouddhiste et maître de méditation indien (dynastie Pala).

## Biographie
Sa biographie traditionnelle, qui rappelle celle du Bouddha, en fait un prince. Il est le fils du roi Kalyana le Bon et la Reine Prabhavati la Radieuse. Il est issu d'une fratrie de 3 : Padmagarbha, Chandragarbha (Atisha, ou Jo-bo rje dPal-ldan A-ti-sha) et Shrigarbha. L'Histoire veut qu'à 18 mois, lors de sa première audience publique dans le temple de Kamalapuri, il se serait prosterné de par lui-même devant la statue du Bouddha en récitant un hommage à la divinité. Puis à la sortie du Temple, il aurait salué les sujets royaux du temple, renoncé à la vie de famille, et demandé à revêtir l'habit religieux. À l'âge de 3 ans, il serait devenu expert en astrologie, Lettres, la doctrine brahmane, l'éducation.
Jeune, Atisha aspirait à la vie de moine-mendiant, mais ses parents souhaitaient le placer en héritier de la famille. La veille de son mariage à 11 ans, une déité, Tara, son Yidam lui aurait révélé sa destinée de moine-mendiant. Il accepte malgré tout son mariage mais ne renonce pas à ses ambitions spirituelles pour autant.
Il engage une série de rencontres et d'enseignements auprès du prêtre brahmane Jetari, de Bodhibhadra de l'université de Nâlandâ, de Vidyakokila, puis d'Avadhutipa, qui lui conseille de se réconcilier avec sa destinée royale avant de revenir poursuivre son initiation. Atisha retourne demander à ses parents d'être libéré de ses obligations royales pour poursuivre sa destinée religieuse. Il part rejoindre Rahulagupta pour être initié à la pratique du tantra, mais ce dernier voyant Atisha toujours entouré de sa garde royale l'oriente vers la pratique du tantra de Hevajra et l'entoure de 8 Mahāsiddhas uniquement vêtus d’ornements en os. Ses parents ne supportant pas les choix de leur fils et la présence de moines peu conventionnels acceptent finalement de libérer Atisha de ses responsabilités royales.
De 21 à 25 ans, il se consacre à la pratique du Madhyamaka. Il exprime de l'empressement et de l'orgueil à plusieurs occasions, mais est systématiquement rappelé à la raison par ses visions spirituelles. À 29 ans, il est fait Dipamkara Jnana (Celui dont la conscience profonde agit comme une lampe), et part étudier 12 ans à l'université monastique d'Odantapuri auprès de Dharmakīrti (Serlingpa) (tibétain : Serlingpa).
Il fut abbé du grand monastère Vikramashila à l'époque où le bouddhisme était florissant en Inde. Par la suite, il fut invité au royaume de Gugé (actuelle Préfecture de Ngari dans la région autonome du Tibet) et sa venue contribua fortement au rétablissement du bouddhisme dans ce pays. Il y rédigea le premier texte sur les étapes de la voie, la Lampe pour la voie de l'éveil (sk. Bodhipathapradipa). Son principal disciple tibétain Dromtönpa propagea son enseignement lamrim et initia la tradition kadampa.

## Ouvrages
- Atisha (Dipamkara Shrîjñâna), La lampe pour la voie de l'éveil (XIe s.). Trad. : Sans déployer ses ailes, l'oiseau ne peut voler : "La lumière de la voie vers l'éveil" et autres textes de Jowo Atīsha. Suivis de "La louange à Atīsha" de Dromtönpa, traduction du tibétain par Marie-Stella Boussemart, Veneux-les Sablons, Institut Guépèle, 2008, 95 p. Trad. an. : The Lamp for the Path to Enlightenment, Snow Lion Publications, 1997.
- Introduction aux Deux vérités (Satyadvayāvatāra) et Instructions sur la voie du Milieu (Madhyamaka upadeśa nāma), deux textes traduits in M. Salen, Quel bouddhisme pour le Tibet ?, J. Maisonneuve, 1986.